# Ярославський Василь Іванович
Василь Іванович Ярославський (бл. 1780—1860-і) — український архітектор, землемір.

## Творчий та життєвий шлях
В. І. Ярославський народився у селі Тростянець Охтирського повіту Харківської губернії у сім'ї дячка місцевої церкви Вознесіння Господнього Івана Антоновича та Марії Василівни Ярославських. Дитинство провів у Боромлі, Охтирці, Красному Куті. Племінник архітектора П. А. Ярославського. 14 грудня 1797 р. закінчив казенне училище у Харкові, того ж дня був зарахований канцеляристом у Слобідсько-Українське губернське правління. У 1799 р. працював вчителем дітей сумських дворян, жив у Басах, у генеральші Параскеви Штеричевої. У 1800—1806 рр., з перервами, освоював архітектурно-будівельну справу помічником О. О. Паліцина. У своїй творчості використовував стильові принципи ампіру. Постійний активний член літературно-мистецького гуртка Паліцинська академія. 
28 квітня 1798 р. отримав чин колезького реєстратора за участь у складанні атласу Слобідсько-Української губернії.
31 грудня 1802 р. отримав чин губернського секретаря. 
Під керівництвом наставника:
- Розробив план цегляного млина та вітряка для маєтку М. І. Комбурлея у Хотині;
- Розробив хори для церкви Г. Р. Шидловського у с. Пархомівка;
- Спроектував двоповерховий поміщицький будинок В. М. Донець-Захаржевського у с. Бугаївка;
- Керував будівництвом бесідки для купця М.Мєдвєдьєва у Сумах.

З 16 лютого 1806 р. по 04 травня 1808 р. — помічник столоначальника Державного Адміралтейського департаменту Російської імперії. Отримавши атестат з архітектури від професора Академії мистецтв Захарова, з квітня 1808 р. по 1816 р. працював херсонським губернським архітектором, з осені 1811 р. по осінь 1817 р. — також і херсонським губернським землеміром.
На посаді губернського архітектора склав велику кількість проектів і кошторисів на спорудження і ремонт об’єктів цивільного будівництва у Херсонській губернії: державних установ, поштових станцій, медичних закладів, гімназій, в’язниць, ринків, провіантських магазинів, доріг, мостів, гатей та ін.
Серед землемірних робіт: опис державних риболовель Херсонського повіту (1812—1813), складання плану м. Херсон з приміськими хуторами (1814—1815), карти Херсонської губернії (1816).
Протягом 1814—1816 рр. як землемір і архітектор брав активну участь у переселенні селян з білоруських губерній на територію Херсонського повіту і заснування ними населених пунктів Засілля, Маліївка, Снігурівка, Явкине (т. зв. «водворіння бобилецьких селян»): складав плани земель, типові кошториси на будівництво мазанок і кам'яниць з сіньми і комірчинами, дерев'яних молитовних домів на кам’яних фундаментах з дзвіницями, а також наглядав за будівництвом.
Не був погоджений проект пам'ятника лікарю Д. Говарду (1817), який споруджено за проектом В. Стасова під керівництвом землеміра Гречини. 
У 1817—1821 рр. — радник Херсонської казенної палати. У 1820—1830-х роках Ярославський займав посади радника Таврійського, а згодом Тульського губернських правлінь. Після виходу у відставку оселився у Сумах на Слобожанщині, де і прожив решту життя. Тоді ж написав спогади під назвою «Таємна сповідь про моє життя і справи і про осіб, з якими я мав зв’язки і відносини», які є цінним історичним джерелом.
Одружений не був. Двоє позашлюбних дітей померли у ранньому віці.